# ТАНЮГ
ТАНЮГ (сербохорв. TANJUG, акронім від сербохорв. Telegrafska agencija nove Jugoslavije «Телеграфне агентство нової Югославії», серб. кир.: ТАНЈУГ) — інформаційне агентство з осідком у Белграді. Засноване 5 листопада 1943 у місті Яйце (на визволеній від нацистських окупантів території). Під час Другої світової війни було партизанським агентством новин. Після війни було інформаційним агентством Демократичної Федеративної Югославії, Федеративної Народної Республіки Югославії та Соціалістичної Федеративної Республіки Югославії. Забезпечувало газети, радіо і телебачення країни інформацією з питань внутрішньої та зовнішньої політики. Мало відділення у СФРЮ і за кордоном. Випускало спеціалізовані бюлетені і щомісячну газету «Югославские новости» (російською, англійською, французькою та іспанською мовами). Було членом Європейського альянсу агентств преси, інформаційних агентств неприєднаних країн. 
Після розпаду СФРЮ з 1992 року було інформаційним агентством Союзної Республіки Югославії, з 2003 року — інформаційним агентством Державного Союзу Сербії та Чорногорії, а з 2006 року — національним інформаційним агентством Республіки Сербія. Офіційно припинило своє існування в березні 2021 року.
9 березня 2021 року приватне підприємство «Тачно д.о.о.» (де один із власників Желько Йоксимович) придбало право на користування правами на інтелектуальну власність і торговельні марки колишнього агентства строком на 10 років. Відтоді ця фірма продовжила публікувати новини як медіа-агентство під маркою ТАНЮГ.